# Quinto Marcio Filipo (cónsul 281 a. C.)
Quinto Marcio Filipo  fue cónsul del año 281 a. C. con Lucio Emilio Bárbula. Probablemente fue hijo del consular Quinto Marcio Trémulo.
Tuvo que hacer la guerra contra los etruscos y celebró un triunfo el 1 de abril por su victoria sobre ellos. En el año 263 a. C. fue magister equitum del dictador Cneo Fulvio Máximo Centumalo.